# 稗田川 (高浜川水系)
稗田川（ひえたがわ）は、愛知県を流れる高浜川水系の二級河川。

## 地理

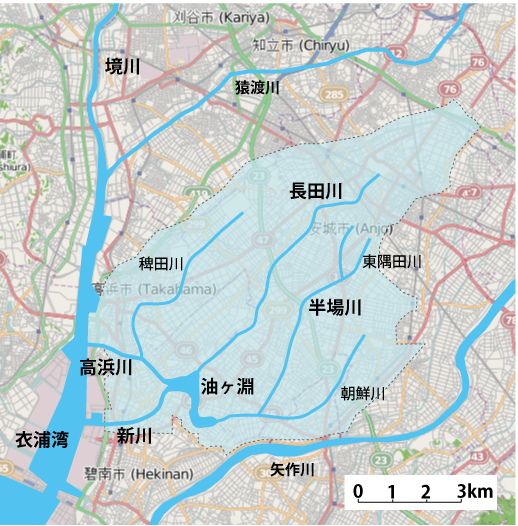
碧海郡地域と高浜川水系の流域図

安城市高棚町に端を発し、碧南市広見町付近で高浜川に合流する。河川延長は約5.4キロメートル、流域面積は15.3平方キロメートル。川幅は5メートルから40メートルである。周囲の水田からの排水が流量の大部分を占めている。普段は川底が見えるほど水深が浅く、深い場所でも水深1メートルもない。稗田川の上流域と高浜川への合流部近くはコンクリート護岸がなされているが、高取小学校周辺には土による護岸が残っており、魚類が生息しやすい環境となっている。

### 歴史
2000年（平成12年）9月の東海豪雨やその後大雨時、稗田川周辺では床下浸水が発生したことから、2016年（平成28年）には高棚町内会長、デンソー高棚製作所所長、高棚小学校PTA会長、高棚土地改良協議会会長、安城市議会議員らの連名で、愛知県知事に対して「稗田川堤防の改修要望について」という要望書が提出された。

## 自然環境

### 生物
- ヌートリア
- ブラックバス
- アメリカザリガニ
- 鯉

など

## 流域での活動

### 安城市域
稗田川が流れる安城市高棚町では、デンソー高棚製作所の社員や町民が協力して清掃活動を行っている。また、付近にある安城市立高棚小学校では、毎年4年生が生物調査や水質調査を行なっている。

### 高浜市域
高浜市立高取小学校は生物保護活動を行っており、「高取小学校ひえ田川クラブ」というクラブがある。高取小学校は安城市立高棚小学校とも交流したことがある。学校のクラブでも稗田川が関係するクラブがある。